# HT-terminalen
HT-terminalen er det populære udtryk for den blåsorte modernistiske bygning af stål og glas, der var beliggende på Rådhuspladsen i København indtil 2010. Terminalen, der var tegnet af KHR arkitekter under ledelse af Svend Axelsson, blev opført i forbindelse med renoveringen af pladsen op til Kulturby 96 og kostede 10-12 mio. kr. Den blev indviet 15. januar 1996.
Den var siden opførelsen genstand for utallige diskussioner blandt politikerne i Borgerrepræsentationen, ligesom den blev udskældt for at ødelægge Rådhuspladsens æstetiske udtryk.
HT-terminalen husede oprindeligt Kulturby 96's sekretariat og blev senere omdannet til informationscenter og billetsalg for HT (senere Movia). Der var desuden offentlige toiletter under bygningen. En del af bygningen blev 2007–2009 anvendt som studie til Danmarks Radios aktualitetsprogram Aftenshowet.
Allerede dagen efter indvielsen meldte de første politikere i København sig og krævede bygningen nedrevet, men sommeren samme år udsatte Borgerrepræsentationen diskussionen et år. I sommeren 1997 ønskede et flertal uden om Socialdemokratiet og Venstre terminalbygningen fjernet, og 8. september 1997 foreslog Socialdemokratiet at fjerne den sorte bjælke, der lå hen over de tre bygningsenheder. For mange var det ikke bygningens kvaliteter, den var gal med, men alene placeringen af bygningen. 
Året efter kom det frem, at HT's lejekontrakt var uopsigelig og løb indtil 2020, og at en nedrivning ville beløbe sig til ca. 20 millioner kroner. I hele perioden tog Venstres bygge- og teknikborgmester, Bente Frost, ansvar for resultatet, som hun ikke ønskede nedrevet.
I 1999 var der 25. marts planer om at erstatte terminalen med en mindre, cirkulær bygning og 18. august samme år forslag om at erstatte terminalen med en 11 meter høj bygning i glas og stål. 23. september 1999 ønskede et flertal terminalen fjernet og afsatte midler på budget 2000 til en arkitektkonkurrence, der blev vedtaget i november, men som aldrig blev udskrevet. I 2002 blev sagen henlagt, men i 2004 kom det frem, at terminalen ville blive offer for den kommende Metro Cityring. I forbindelse med påbegyndelsen af byggeriet af Metroen blev bygningen så revet ned, da den kommende Rådhuspladsen Station skulle være netop hvor bygningen lå. Nedrivningen blev påbegyndt 15. februar 2010 og varede en måneds tid. Derefter var der byggeplads på stedet i flere år, indtil Rådhuspladsen Station åbnede sammen med Cityringen i 2019.

## Citater
Noget tyder på, at terminalen blev hastet igennem op til Kulturbyåret, og måske blev bygningen mørkere, end politikere havde forestillet sig, ifølge Københavns tidligere overborgmester Jens Kramer Mikkelsen (S):
| Citat | Det var en noget anderledes bygning, end vi var vant til, og diskussion gik meget på, om vi i kommunen vidste, hvor sort den blev. Vi fik forud for beslutningen nogle glasfarveprøver i A4-størrelse, og min opfattelse er, at den kom til at fremstå mere sort i forhold til glasprøverne. Men i forhold til pris og funktion var det okay. | Citat |
|       | |       |

Arkitekten, Svend Axelsson, deler denne opfattelse:
| Citat | Huset blev udsat for en hetz, anført af dagbladet Politiken og blev behandlet uretfærdigt af politikere på Rådhuset. Så det var en travl periode. Men når jeg holdt foredrag og forklarede sammenhængen, forstod folk det også. Jeg synes, det var et godt, lille hus. Det har slidt og slæbt i det i små 15 år og har haft lige så mange besøgende som Nationalmuseet. [...] Huset blev sortere, end vi forventede. Det skyldtes tidspresset op til åbningen af Kulturbyåret. | Citat |
|       | |       |

Da bygningen første gang var truet af nedrivning, tog enkelte arkitekter bygningen i forsvar, bl.a. af Hans Henrik Ortving i Dagbladet Børsen i 1997:
| Citat | HT-bygningen er i sit udtryk let, præcis i sin geometri, nutidig i sit materialevalg, gennemført i sin detaljering. Bygningen danner, som en væg eller et møbel trukket ud af Vestergade, et klart defineret rum mellem sig og Rådhuset. | Citat |
|       | |       |

Karsten Iversen, Politikens arkitekturanmelder, har ved nedrivningen beskrevet bygningen således:
| Citat | Busterminalen faldt uden for alle kategorier. Som et møbel i byrummet var den grotesk overdimensioneret, men omvendt var den ikke høj nok til at blive opfattet som et egentlig byhus, der afgrænsede pladsen på lige fod med de omgivende. Hvor end man oplevede den fra, skar den de ’voksne’ huses facader over på midten. [...] Busterminalen var trods alt et disharmonisk, uforsonligt indslag over for den bygningskultur, der fejrer det udglattende, det imiterende og den enstonige konsensus. Det var en form, der var svær at elske, men man kan ikke anklage den for at ville gå i et med tapetet. Den ville sætte sin egen dagsorden. | Citat |
|       | |       |

HT-terminalen figurerer ikke på KHR arkitekters hjemmeside.